# Piaggio P.180
Die Piaggio P.180 Avanti ist ein Geschäftsreiseflugzeug von Piaggio Aerospace. Mit seinen Druckpropellern steht es in der Tradition der P.166 und der P.136. Die P.180 basiert auf dem „Drei-Flächen-Konzept“. Das Flugzeug erreicht für Propellermaschinen relativ hohe Geschwindigkeiten bei gegenüber vergleichbar großen Flugzeugen mit Jetantrieb geringerem Treibstoffverbrauch, was sowohl an der optimierten Aerodynamik als auch an den sparsameren Turboprop-Triebwerken liegt.

## Geschichte

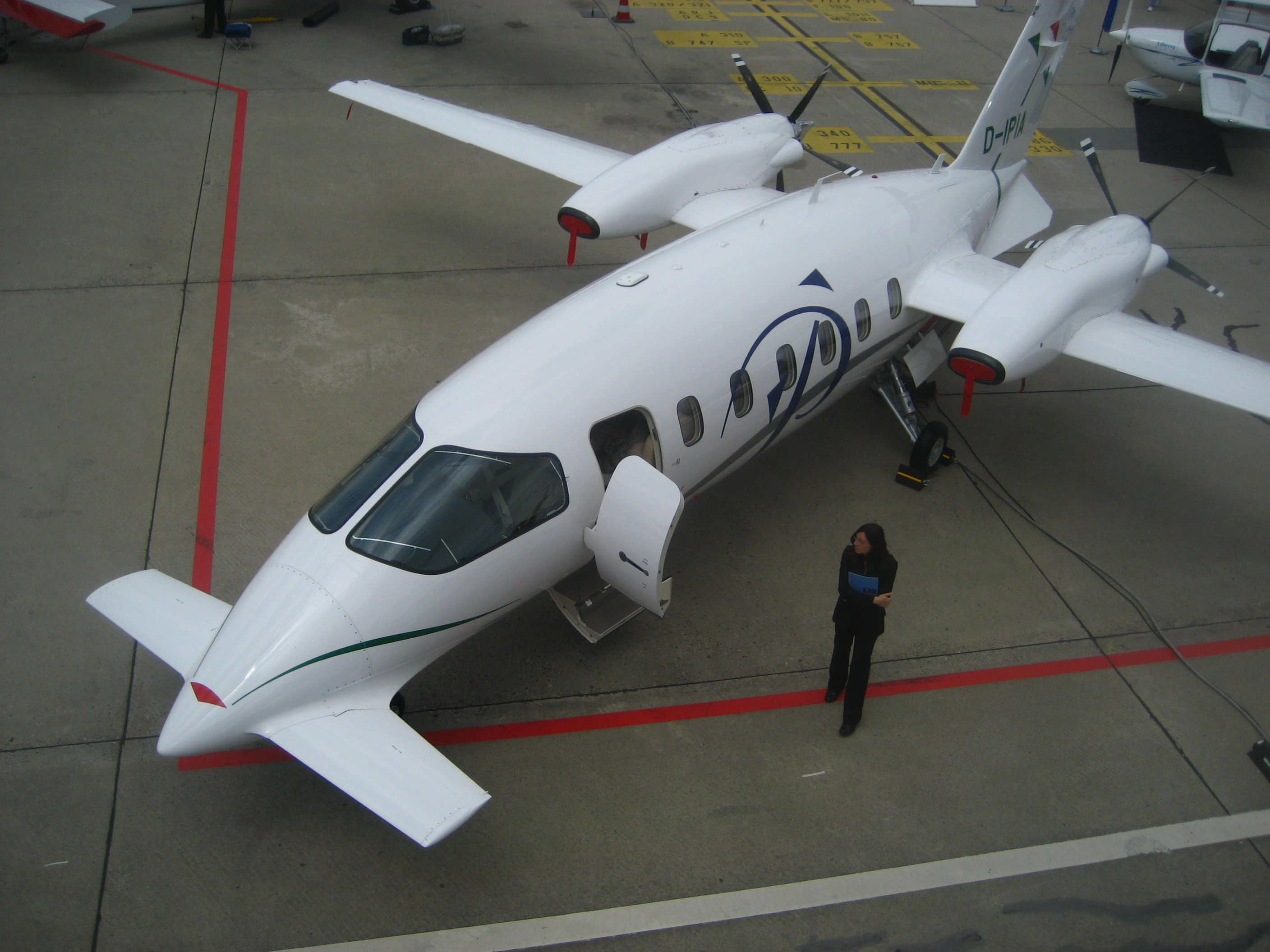
Piaggio P.180

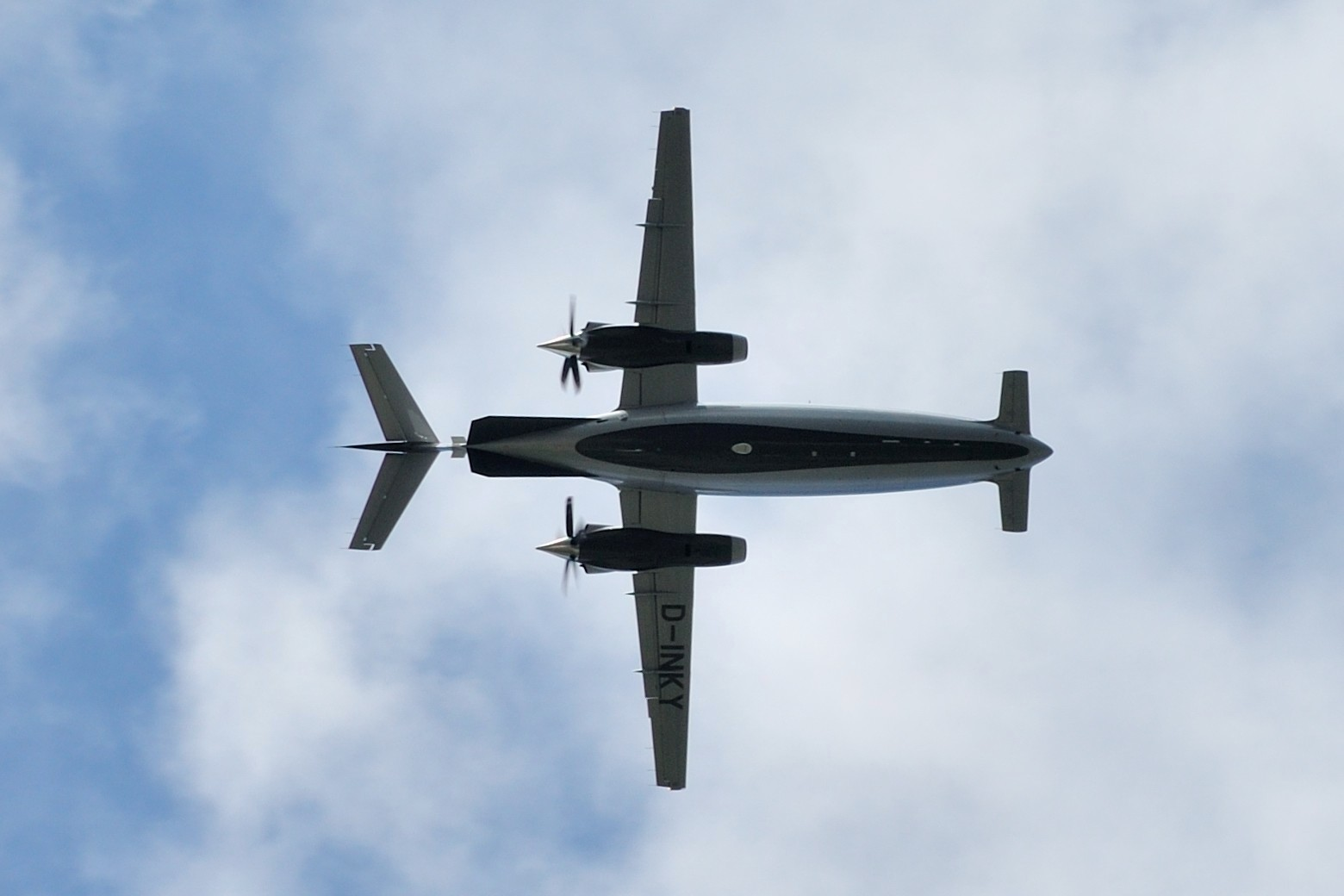
P.180 von unten betrachtet (Flugrichtung ist nach rechts)

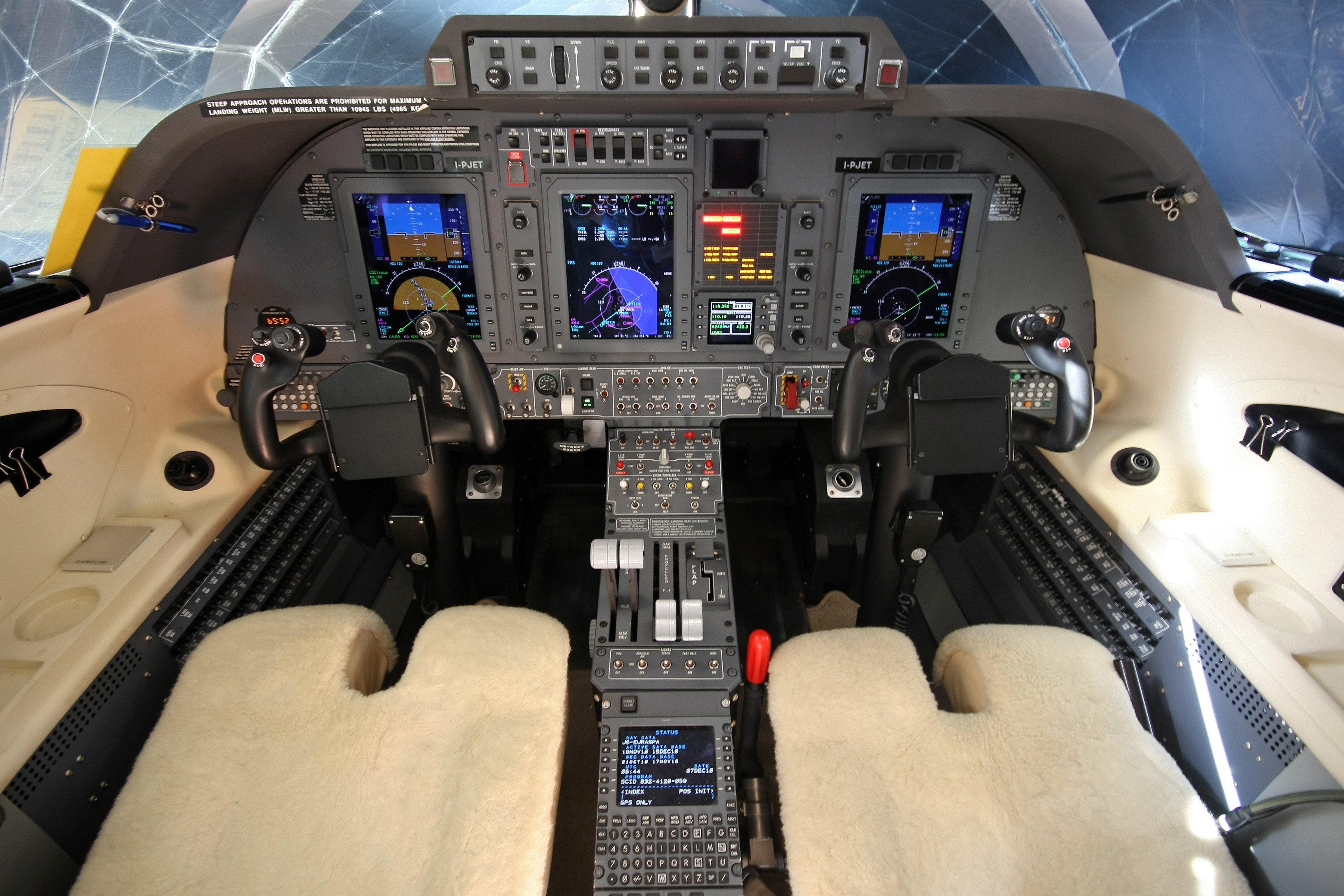
Cockpit der Piaggio Avanti II

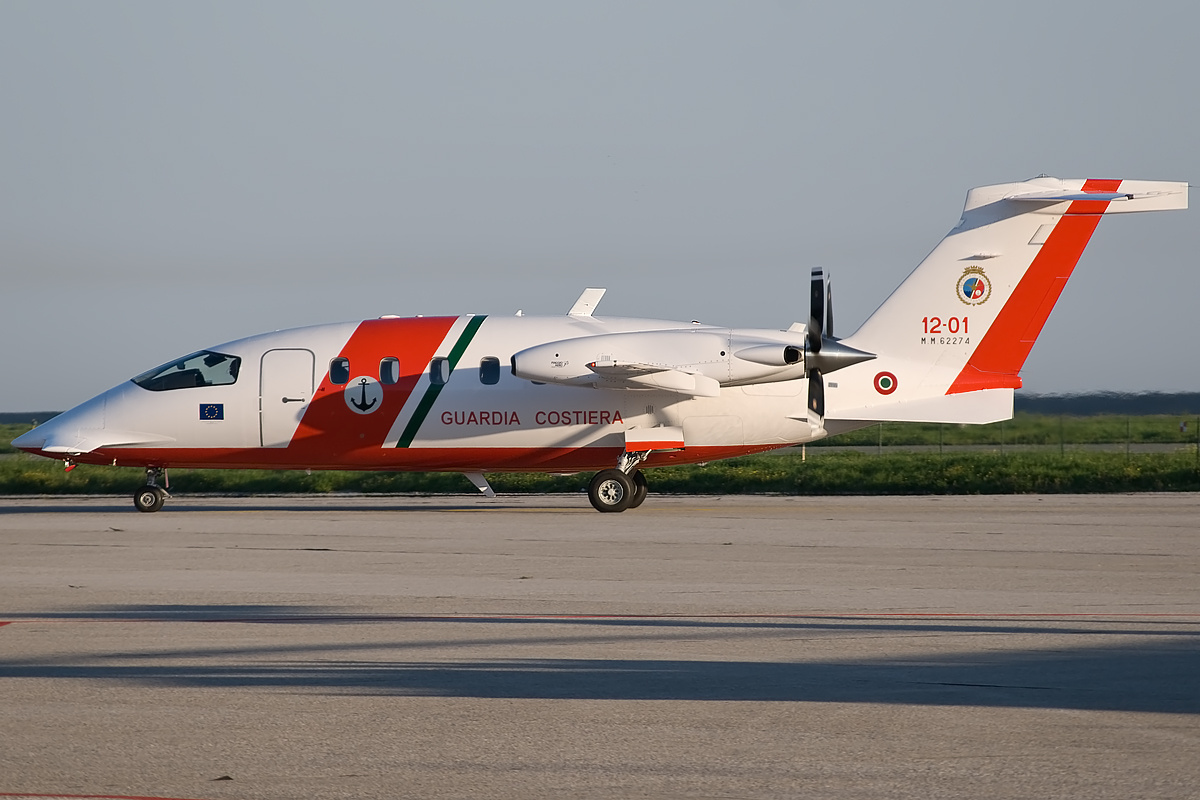
P.180 der Guardia Costiera

### Avanti

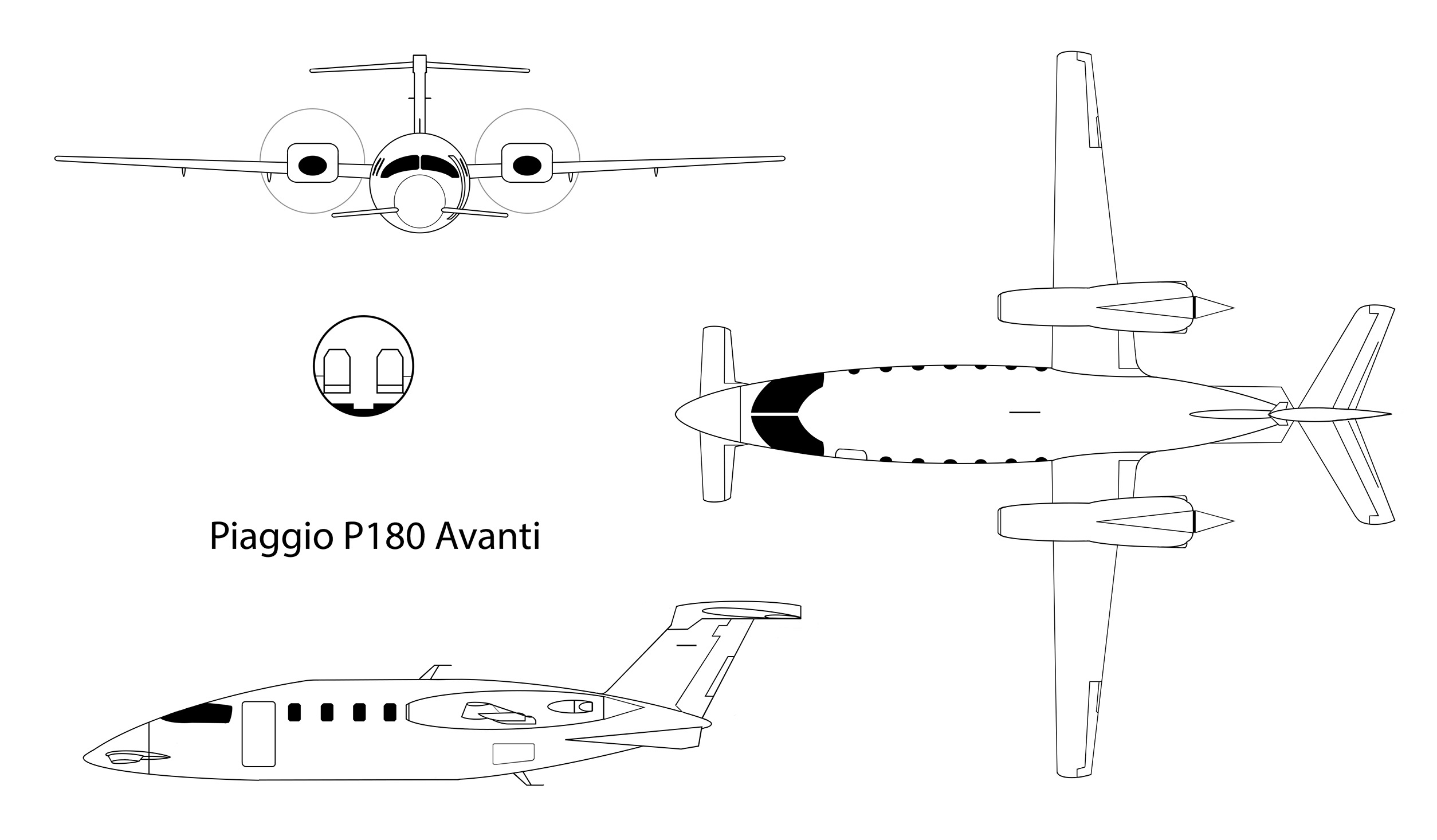
Piaggio P.180 Avanti

Die P.180 war anfangs eine gemeinsame Entwicklung der beiden Firmen Gates Learjet und Piaggio. Nachdem sich der US-amerikanische Hersteller von Strahlflugzeugen 1986 aus dem Projekt zurückgezogen hatte – vorausgegangen waren vier Jahre gemeinsame Forschungs- und Entwicklungsarbeit sowie intensive Windkanalversuche – startete der Prototyp am 23. September 1986 zum eigentlich schon 1985 geplanten Erstflug. Fast vier Jahre später folgte am 29. Januar 1990 der Erstflug der ersten Serienmaschine. Bis Ende 1998 wurden 36 Maschinen hergestellt. Nach einer Unterbrechung kamen neue Aufträge von den drei italienischen Teilstreitkräften, der Luftwaffe mit 15 Maschinen, Heer und Marine mit jeweils drei Flugzeugen sowie weitere Bestellungen für die Polizei, die Feuerwehr, den Zivilschutz und die Küstenwache.

### Avanti II

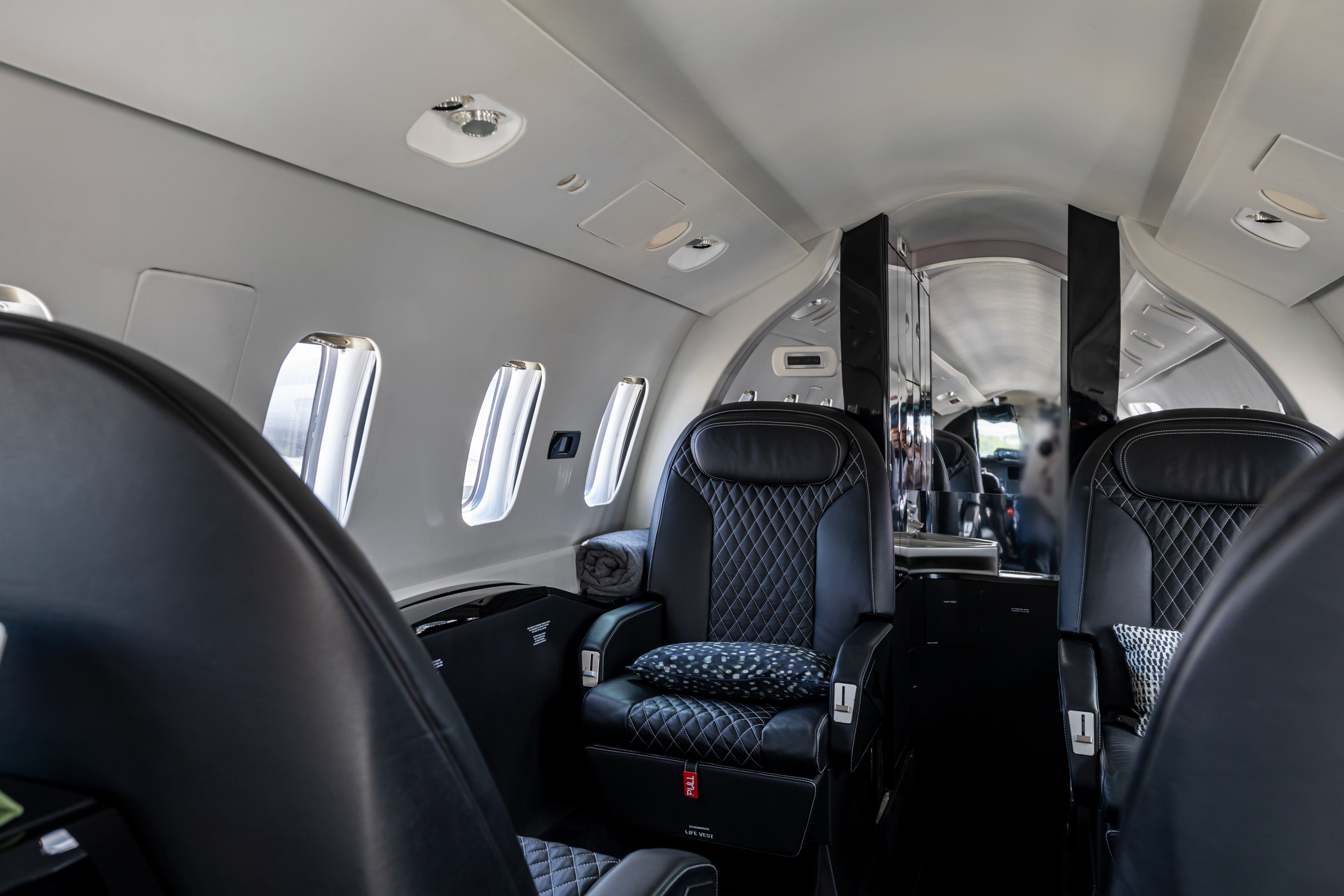
Kabine der Avanti Evo

Ab Mitte 2005 werden Maschinen der Serie P.180 Avanti II gebaut. Diese unterscheiden sich durch zwei ebenfalls auf 625 kW gedrosselte Pratt & Whitney Canada PT6A-66B-Triebwerke und ein Glascockpit Rockwell Collins Pro Line 21, das mit drei 20 cm × 25 cm großen Flachbildschirmen ausgerüstet ist. Ab Mitte 2008 wird auch die Ausstattungsvariante „it“ mit neuem Kabinendesign ausgeliefert. Bis Anfang 2009 wurden etwa 175 Maschinen ausgeliefert, weitere Bestellungen von Kunden im In- und Ausland liegen vor, so dass die Produktion bis 2012 ausverkauft war. Die Testflüge für die Militärmaschinen fanden und finden unter anderem in Pescara statt.
Für spezialisierte Aufgaben stehen drei spezielle Sonderausstattungen zur Verfügung, beispielsweise kann für Überwachungsflüge des Militärs ein optisches und bildgebendes Infrarot-Videosystem eingebaut werden. Eine andere angebotene Nutzungsvariante ist die Rolle als Funkmessplattform zur Kalibrierung (Kontrollmessungen) von Funknavigationsanlagen, zum Beispiel bei Anflugsystemen an Flughäfen. Des Weiteren wird die Avanti als Krankentransportflugzeug angeboten.

### Avanti EVO
Im Jahr 2014 wurde mit der Avanti EVO eine überarbeitete Version der P.180 vorgestellt. Sie erreicht eine Höchstgeschwindigkeit von 745 km/h, die Reichweite beträgt bis zu 3278 km. Die äußere Lärmentwicklung der Triebwerke konnte wesentlich verbessert werden. Bestellungen kamen von privaten Kunden, aber auch vom italienischen Militär, das mit 15 Avanti EVO ältere P.180 ergänzen und schrittweise ersetzen möchte.

### P.1HH HammerHead
Im Februar 2013 wurde auf der IDEX in Abu Dhabi eine unbemannte Version der P.180 als P.1HH HammerHead vorgestellt. Der Erstflug erfolgte im Dezember 2014. Das Programm wurde 2021 eingestellt.

## Technische Daten
Die Avanti besteht zu 95 % aus Aluminiumlegierungen und ähnelt von der konstruktiven Auslegung her Entenflugzeugen, wobei jedoch die kleinen vorderen Tragflächen keine Höhenruderfunktion besitzen. Diese wird vom T-Leitwerk übernommen. Die Haupttragflächen mit großer Streckung sind auf Höhe des hinteren Endes der Kabine angebracht und weisen einen geringen Strömungswiderstand auf, da bis zur Mitte der Profiltiefe eine laminare Strömung auftritt. Die kleinen vorderen Tragflächen und die Haupttragflächen sind an den Hinterkanten mit Auftriebshilfen ausgerüstet. Der Rumpf weist einen elliptischen Querschnitt auf. Die beiden Pratt & Whitney PT6A-66A- oder -B-Triebwerke sind in Gondeln an den Tragflächen angebracht und treiben zwei gegenläufige Schubpropeller an.
| Kenngröße                 | Daten                                                            |
| ------------------------- | ---------------------------------------------------------------- |
| Besatzung                 | ein oder zwei Piloten                                            |
| Länge                     | 14,41 m                                                          |
| Kabine (L×B×H)            | 4,55 m × 1,85 m × 1,75 m                                         |
| Spannweite                | 14,03 m                                                          |
| Höhe                      | 3,98 m                                                           |
| Flügelfläche              | 16 m²                                                            |
| Flügelstreckung           | 12,3                                                             |
| Rüstmasse                 | 3402 kg                                                          |
| Nutzlast                  | 7–8 Passagiere oder 1860 kg Nutzlast                             |
| Startmasse                | 5239 kg                                                          |
| Antrieb                   | 2 Pratt & Whitney Canada PT6A-66-Turbinen mit je 625 kW (850 PS) |
| Höchstgeschwindigkeit     | 732 km/h in 8625 m Höhe                                          |
| max. Dauergeschwindigkeit | 644 km/h in 11.890 m Höhe                                        |
| Steiggeschwindigkeit      | 14 m/s                                                           |
| Dienstgipfelhöhe          | 12.500 m                                                         |
| normale Reichweite        | mit 6 Personen und IFR-Reserve: 2637 km                          |
| Preis                     | etwa 5,3 Mio. Euro                                               |

## Zwischenfälle
Der deutsche Unternehmer Rainer Schaller befand sich mit fünf weiteren Personen am 21. Oktober 2022 an Bord einer Piaggio P.180 mit dem Kennzeichen D-IRSG auf dem Weg von Palenque in Mexiko zum Flughafen der Provinz Limón in Costa Rica. Der Kontakt zum Flugzeug brach vor der Küste von Costa Rica ab. An der vermuteten Absturzstelle wurden Trümmerteile sowie zwei Leichen geborgen.